# Ludwig Ernst von Borowski
Ludwig Ernst von Borowski (Königsberg, 17 giugno 1740 – Königsberg, 10 novembre 1831) è stato un arcivescovo luterano tedesco.

## Biografia

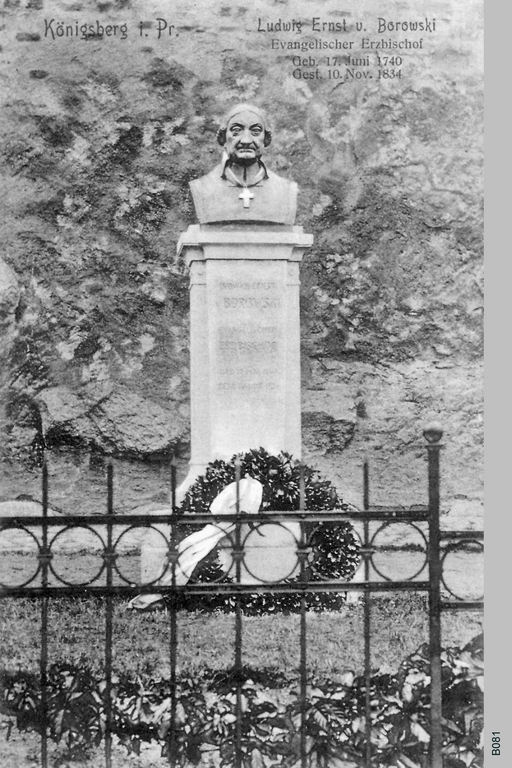
Busto eretto presso la Chiesa di Neuroßgärter, opera dello scultore neoclassico Emil Cauer der Ältere.

Figlio di un campanaro e produttore di smalti per la Chiesa palatina di Königsberg, von Borowski si immatricolò all'Università albertina, presso la quale ebbe Kant fra i propri maestri.  Nel 1762, divenne cappellano militare di Sorau e, dal 1770, arciprete  luterano della Kirchspiel Schaaken nell'attuale oblast' di Kaliningrad, nell'allora Prussia Orientale.
Nel 1782, fece ritorno nella città natale come parroco della chiesa di Neurossgärter. Undici anni dopo, fu promosso ispettore speciale per le chiese e le scuole, entrando a far parte nel 1804 del Concistoro che aveva giurisdizione sugli istituti della Prussia Orientale.
Borowski nutriva una predilezione speciale per Federico il Grande e i suoi successori , corrisposta da altrettante entrature a corte. Alla morte della moglie regina Luisa,il re Federico Guglielmo III si tenne in contatto con lui, dando vita ad un'intima corrispondenza epistolare che di frequente assunse un carattere consolatorio.
Le nomine ai ruoli di consigliere concistoriale anziano (nel 1809) e di sovrintendente generale (nel 1812) gli diedero modo di esercitare una notevole influenza sul sistema scolastico prussiano. Nel 1815, diventò il primo ministro di culto della Chiesa palatina, nel 1816 vescovo e, nel 1829, arcivescovo della Chiesa luterana di Prussia. Fondò la Preußische Bibelgesellschaft (Società biblica prussiana) alla quale si unirono nel 1814 la Società missionaria di Königsberg e il direttorato generale delle missioni, otto anni dopo.
Nel 1831, entrò a far parte della nobiltà imperiale, a seguito del conferimento dell'Ordine dell'Aquila nera.

## Opere
- Neue preuß. Kirchenregistratur, 1789.
- Ueber D. Georg Christoph Pisanski – Leben, Charakter und Schriften, prefazione a Georg Christoph Pisanski, Entwurf der Preußischen Litterärgeschichte. Aeltere Geschichte vom ersten Beginnen gelehrter Kenntnisse in Preußen an bis zum Anfange des siebzehnten Jahrhunderts, Königsberg, 1791 (Copia elettronica)
- Darstellung des Lebens und des Charakters Immanuel Kant’s. Von Kant selbst genau revidirt und berichtigt. Königsberg, 1804, 276 pp. (Testo completo)
- Ausgewählte Predigten und Reden in den Jh. 1762-1831 (K. L. Volkmann, a cura di), 1833.
- Königsberger patriotische Predigten aus den Jahren 1806-1816, a cura di Alfred Uckeley, 1913.